# Great acceleration
De great acceleration is de sterke groei van de bevolking, economie, gebruik van natuurlijke hulpbronnen, vervoer, communicatie, kennis, wetenschap en technologie na de Tweede Wereldoorlog en doorzettend tot in de 21e eeuw. De basis hiervoor werd gelegd tijdens de industriële revolutie, maar vooral na 1950 versterkten bevolkingsgroei, stijgende consumptie, de beschikking over goedkope energie en geliberaliseerde economieën elkaar.